# Chroomdiopsied
Chroomdiopsied is een mineraal en een variëteit van diopsied, genoemd naar bijmengingen van chroom in diopsied.
Het wordt als edelsteen pas kort gebruikt, maar wordt steeds geliefder.

## Ontstaan
Magmatieten, metamorfieten.

## Voorkomen
Chroomdiopsied komt voor in ultramafisch gesteente en vormt soms tot 10 cm grote kristallen. Enkele van de mooiste chroomdiopsieden zijn afkomstig uit het basische Inagli-massief in Siberië en worden ten onrechte Siberische smaragden genoemd. Kleinere voorkomens zijn bekend uit de Oeral. Op het Amerikaanse continent komen stenen voor op Cuba, Mexico en Brazilië. Andere afzettingen zijn in Kenia, Nieuw-Zeeland, Australië, Japan en op Madagaskar. In Europa wordt chroomdiopsied gevonden in Finland.